# Polycope bireticulata
Polycope bireticulata är en kräftdjursart som beskrevs av Joy och D. L. Clark 1977. Polycope bireticulata ingår i släktet Polycope och familjen Polycopidae. Inga underarter finns listade i Catalogue of Life.